# Qeqertarsuatsiaat
Qeqertarsuatsiaat (grønlandsk: "de ret store øer" dansk: Fiskenæsset) er en grønlandsk bygd med 235 indbyggere (2010), under Sermersooq Kommune. Den ligger i nordenden af øen Qeqertarsuatsiaq i Qeqertarsuatsiaat Kangerluat omtrent midtvejs mellem hovedstaden Nuuk og Paamiut, med ca. 130 km til hver. Før den grønlandske strukturreform i 2009 var bygden en del af Nuuk Kommune. Bygden bestyres af en folkevalgt bygdebestyrelse, der har fem medlemmer og afholder et ordinært møde én gang hver måned. Formanden for bygdebestyrelsen er Morten Johnsen.
I 1980'erne købte bygdebefolkningen i fællesskab fiskefabrikken "Ervnga A.M.B.A. hvor man ud over saltningen af fisk, producerede frosne torskestykker. Ved siden af torskeprodukterne kom mange fiskere fra syd og nord og indhandlede stenbiderrogn og fiskede i laksesæsonen.
Omkring 1985 blev torsken af uforudsigelige årsager væk, og det nyoprettede andelsselskab gik konkurs, fiskeflåden reducerede, og man gik over til at fiske med jolle igen. I de senere år har indhandling sælskind året rundt og fremstilling af sælskindstasker været med til at forøge indbyggernes indtægter.
I takt med erhvervsstagnationen er indbyggerne i Qeqertarsuatsiaat blevet færre i forhold til før i tiden. Da torskeeventyret var på sit højeste var der henved omkring 500 indbyggere i bygden i forhold til de nuværende ca. 275 indbyggere.
Bygden har bl.a. skole, bibliotek, kirke, lægecenter, postkontor, brandstation, elværk og plejehjem. Fiskeri og sæljagt de vigtigste indtægtskilder. Sælskindene bliver af bygdens kvinder bearbejdet til tasker.
I området er der en metamorfoseret, lagdelt intrusion med store forekomster af chrommineralet chromit og der er fundet de sjældne mineraler kornerupin og sapphirin.

## Historie
Qeqertarsuatsiaat betyder «de ganske store øer» og navnet Fiskenæsset hentyder til de tidligere store lakseforekomster ud for Qeqertarsuatsiaat. Efter Qeqertarsuatsiaat i 1754 blev koloniseret byggede man husene af stenmaterialer. Omkring 1850 bygges et bødkerværksted med lager, samt et smedeværksted og et krudtlager i Qaarsorsuaq, som nu er nedlagt, desuden var der ved siden af udstedsbestyrerboligen en butik der senere blev til bageri. Alle de nævnte er nedrevet, kun det gamle bageri og den gamle skole er bevaret i nutiden.
Den gamle kirke, der befandt sig øst for den nuværende butik, er ligeledes nedrevet. Den nye kirke blev opført i 1931, da man flyttede et afsnit af Hernhutternes missionsbygning i Akunnaat til Qeqertarsuatsiaat, blev kirkegården øst for bygden i forbindelse med den nye kirke oprettet. Desværre gik resterne af Hernhutternes missionsstation tabt ved en brand i Akunnaat. Bopladsen fik bygdestatus i 1872.
Det allerede tidligt af inuitter beboede område fik 1605 kontakt med europæerne, da den danske søfarer Godske Lindenov anlagde en handelsstation på stedet. Han bortførte endvidere nogle af de indfødte til Danmark. Han troede også, at have fundet sølv, men dette viste sig senere at være en fejltagelse.
1754 blev bebyggelsen Fiskenæsset grundlagt af den norske-danske handelsforvalter Anders Olsen. Senere drev KGH (Den Kongelige Grønlandske Handel handel med skind og hvalspæk med de lokale fangere. Skibet "Charlotte" kom med byggematerialer til opførelsen af Handelsstedet (logen Fiskenæsset): Der blev opført en indkvartering for handelstedets ansatte med tilhørende butik, som var placeret omkring den nuværende handelsforvalterbolig, senere blev der opført et bødkerværksted, samt et lager. Ved bredden af Tasersuaq blev bryggeriet opført, hvor man således igangsatte handlen den gang.

Da staten havde prioriteret handelen og da man ikke mindst havde præstemangel blev Hernhuttmissionen af Den Danske Konge Frederik d. 5 givet tilladelse til at drive en dicideret missionsplads omkring Qeqertarsuatsiaat, efter der var gået 4 år fra grundlæggelsen af Qeqertarsuatsiaat blev Lichtenfels-Akunnaat i 1758 oprettet som en missionstation af Hernhutterne ved udmundingen af Qeqertarsuatsiaat fjorden. Mange inuitter i området lærte på missionsstationen at læse og skrive, bl.a den kendte grønlandske fanger Hans Hendrik (Suersaq).
I 1815 blev den sidste Gejrfugl i Grønland skudt i nærheden af bygden.
På grund af at der hele året var torsk i udmundingen af Qeqertarsuatsiaat fjorden, ansøgte færøske fiskere den danske stat i 1920 om fisketilladelse i grønlandske farvande, og 1925 fik færingerne tilladelse til at indhandle salttorsk på Takisuup Qeqertarsua, som senere i 1960 blev flyttet til Qassinnguit. Hvert år kom der flere og flere færinger på fisketogter til Grønland. Fiskeindustrien i Nordafar i Færingehavn blev indhandlingsted for fiskere fra andre nationer, som var med til at fremme udviklingen af fiskeindustrien, hvor man gik fra indhandling fra kajak, joller og små motorbåde til trawlere, samtidig blev indhandlingsmulighederne forbedret, hvor man i 1958 igangsatte bundgarnsfiskeriet, som sikrede indhandlingen af torsk i Qeqertarsuatsiaat.
Under 2.verdenskrig havde USA flere forsvarsanlæg på den grønlandske vestkyst, bl.a Bluie West Marrak Point ved Fiskenæsset.
I forbindelse med befolkningskoncentrationen i 1950'erne og 1960'erne blev de fleste af beboerne i udstederne Kangillermiut, Akunnaat, Uugarsiorfik, Kangerluarsussuaq (Grædefjorden) flyttet til Qeqertarsuatsiaat.